# 耳前庭
耳前庭（英文：Vestibule of the ear），常称前庭（Vestibule），是内耳骨迷路的一部分，位于半规管和耳蜗之间，与半规管共同构成前庭系统。前庭内含有球囊（saccule）、椭圆囊（utricle），属于平衡觉感受器，能感知直线加速运动。

## 结构
前庭呈微椭圆状，横向扁平，前后长约5毫米，上下厚约3毫米。中耳听小骨中的镫骨通过镫骨环状韧带，先后将声音信号（振动）传递至卵圆窗、耳前庭（其中有液体）及耳蜗。

### 椭圆囊和球囊
椭圆囊(utricle)和球囊（saccule）位于前庭内，内含耳石。前方为球囊，通蜗管；后上方为椭圆囊，通膜半规管；两囊间有小管联通。在椭圆囊和球囊壁上分别有椭圆囊斑和球囊斑，它们是位觉感受器，能感受头部直线变速运动的刺激。